# The Hulk
The Hulk (ou Questprobe featuring The Hulk) un jeu vidéo d’aventure développé par  Scott Adams et publié par Adventure International en 1984 sur TRS-80 avant d’être porté, entre autres, sur Acorn Electron, Apple II, Atari 8-bit, BBC Micro, Commodore 16, Commodore 64 et ZX Spectrum,. Il est le premier volet de la série  Questprobe développé en collaboration entre Marvel Comics et mettant en scène des superhéros de la franchise Marvel comme Hulk, Spider-Man, les Quatre Fantastiques ou Docteur Strange,. Le joueur incarne Robert Bruce Banner, un ancien physicien ayant été irradié lors du test d’une arme nucléaire. Ces radiations ont modifié sa structure cellulaire, lui permettant de se transformer en un monstre vert, connu sous le nom de Hulk. Le jeu débute alors que Robert Bruce Banner est pied et poing liés à une chaise et doit donc se transformer en Hulk pour se libérer.

## Accueil
| The Hulk       |      |       |
| Média          | Pays | Notes |
| Computer Gamer | GB   | 5/5   |
| Crash          | GB   | 8/10  |
| Zzap!64        | GB   | 65 %  |